# Liste der Monuments historiques in Lierville
Die Liste der Monuments historiques in Lierville führt die Monuments historiques in der französischen Gemeinde Lierville auf.

## Liste der Bauwerke
| Bezeichnung      | Beschreibung                  | Standort | Kennzeichnung | Schutzstatus | Datum | Bild           |
| ---------------- | ----------------------------- | -------- | ------------- | ------------ | ----- | -------------- |
| Kirche St-Martin | Erbaut ab dem 12. Jahrhundert | (Lage)   | PA00114730    | Inscrit      | 1969  | weitere Bilder |

## Liste der Objekte
| Bezeichnung                               | Beschreibung                                          | Standort                       | Kennzeichnung | Schutzstatus | Datum | Bild           |
| ----------------------------------------- | ----------------------------------------------------- | ------------------------------ | ------------- | ------------ | ----- | -------------- |
| Taufbecken                                | Marmor, 1544                                          | in der Kirche St-Martin (Lage) | PM60001752    | Classé       | 1912  | weitere Bilder |
| Skulptur des Erzengels Michael            | Stein, polychrom gefasst, 16. Jahrhundert             | in der Kirche St-Martin (Lage) | PM60000978    | Classé       | 1912  |                |
| Skulpturen der Heiligen Cosmas und Damian | Stein, 16. Jahrhundert                                | in der Kirche St-Martin (Lage) | PM60000980    | Classé       | 1955  |                |
| Skulptur des heiligen Sebastian           | Stein, zweite Hälfte des 16. Jahrhunderts             | in der Kirche St-Martin (Lage) | PM60003526    | Classé       | 2012  |                |
| Skulptur Madonna und Kind                 | Stein, polychrom gefasst, Anfang des 16. Jahrhunderts | in der Kirche St-Martin (Lage) | PM60000974    | Classé       | 1905  | weitere Bilder |
| Zelebrantenstuhl im Stil Louis-quinze     | Holz, 18. Jahrhundert                                 | in der Kirche St-Martin (Lage) | PM60000977    | Classé       | 1912  |                |
| Skulptur der heiligen Barbara             | Stein, polychrom gefasst, 16. Jahrhundert             | in der Kirche St-Martin (Lage) | PM60000975    | Classé       | 1905  |                |
| Chorabtrennung                            | Holz, 16. Jahrhundert                                 | in der Kirche St-Martin (Lage) | PM60000976    | Classé       | 1912  |                |
| Glocke                                    | Bronze, 1708 gegossen                                 | in der Kirche St-Martin (Lage) | PM60000979    | Classé       | 1912  |                |